# گلاینا
گلاینا (به آلمانی: Gleina) یک شهر در آلمان است که در Unstruttal واقع شده‌است. گلاینا ۱٬۳۷۸ نفر جمعیت دارد.